# Kan du hålla dom orden?
Kan du hålla dom orden, skriven av Åsa Karlström och Mats Larsson, är en sång av det svenska dansbandet Mats Bergmans, från deras album "Den stora dagen" från 2006.  Sjätte plats blev bästa resultat under listbesöket på Svensktoppen, som varade 29 oktober -3 december 2006  innan den lämnade listan . Sången handlar om en som undrar sin käresta om hon kan hålla de ord hon sagt, och beskriver känslan som förtrollning.
Under Svenska dansbandsveckan 2007 fick låten priset Guldklaven för "Årets låt".
2010 spelades låten in av Wretaz på albumet Vi hörs!. 

### Fotnoter
1. ↑  ”Svensk mediedatabas”. http://smdb.kb.se/catalog/id/002044137. Läst 23 april 2011.
2. ↑  ”Svensktoppen”. 29 oktober 2006. http://sverigesradio.se/sida/topplista.aspx?programid=2023&date=2006-10-29. Läst 23 april 2011.
3. ↑  ”Svensktoppen”. 3 december 2006. http://sverigesradio.se/sida/topplista.aspx?programid=2023&date=2006-12-03. Läst 23 april 2011.
4. ↑  ”Svensktoppen”. 10 december 2006. http://smdb.kb.se/catalog/id/002044137. Läst 23 april 2011.
5. ↑  ”Guldklaven; Vinnare genom tiderna”. Får jag lov. http://fjl.se/tidningen/guldklaven/. Läst 13 november 2018.
6. ↑  ”Svensk mediedatabas”. http://smdb.kb.se/catalog/id/002660935. Läst 23 april 2011.